# Megacollybia
Megacollybia è un genere di funghi basidiomiceti della famiglia Tricholomataceae.

## Specie di Megacollybia
La specie tipo è Megacollybia platyphylla (Pers.) Kotl. & Pouzar (1972). Altra specie è la Megacollybia rodmani (Quél.).